# Dolinka (dopływ Turca)
Dolinka – potok w powiecie Turčianske Teplice w środkowej Słowacji. Ma długość 17,1 km i jest prawostronnym dopływem rzeki Turiec. Dawniej Dolinka nosiła nazwę Zavodie.
Wypływa w Wielkiej Fatrze na wysokości około 815 m w dolince u południowych podnóży szczytu  Hlboká (1010 m). Spływa krętą doliną przez porośnięte lasem zbocza Wielkiej Fatry i w miejscowości Rakša wypływa na bezleśne obszary Kotliny Turczańaskiej. Płynie następnie przez miejscowości Turčianske Teplice, Bodorová, Borcová i Blažovce. W tej ostatniej uchodzi do Turca na wysokości 438 m.
Główne dopływy: Rakša, Žľabiny, Kevický potok, Čierna voda, Somolický potok.